# Liliidae
Liliidae este o subclasă de plante monocotiledonate, aparținând clasei Magnoliopsida.

## Legături externe
- Liliidae la USDA